# Wippermannsches Haus

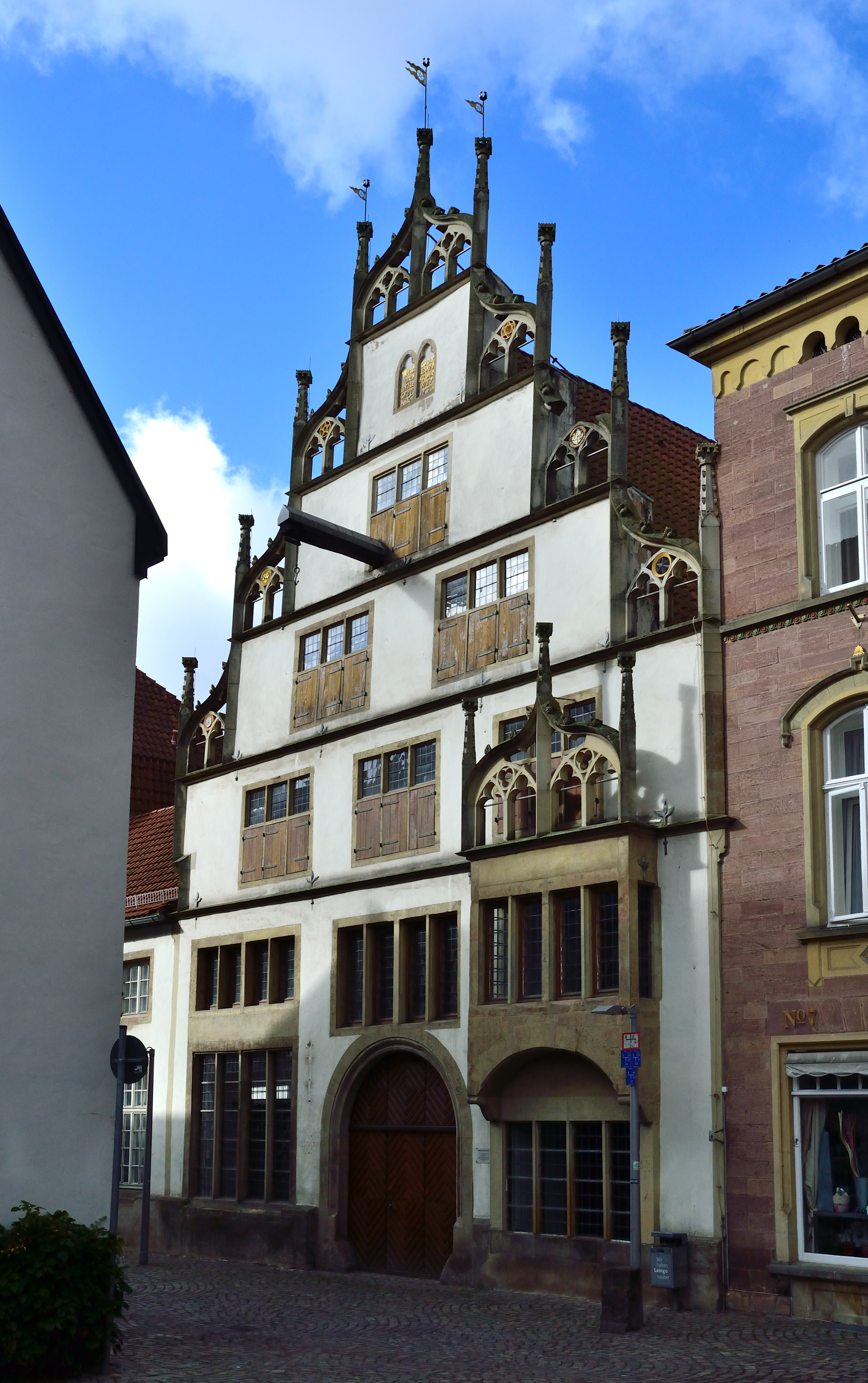
Wippermannsches Haus in Lemgo

Das Wippermannsche Haus in Lemgo, einer Stadt im Kreis Lippe in Nordrhein-Westfalen, wurde 1576 für den Kaufmann Karsten Wippermann unter Verwendung von Teilen des Vorgängerbaus errichtet. Das Gebäude an der Kramerstraße 5 ist ein geschütztes Baudenkmal.
Das dreigeschossige, verputzte Steinhaus mit Werksteingliederung ist ein Werk der Spätgotik. Im Erdgeschoss befindet sich ein großer Steinkamin aus dem Jahr 1622 mit Reliefschmuck, Wappen und der Inschrift der Eheleute Christian von der Wipper und Elisabeth Dohm. Der Erker im ersten Obergeschoss mit vier Fenstern besitzt eine Maßwerkbekrönung. 
Im Dachgeschoss ist ein Aufzugsrad erhalten, mit dessen Hilfe Waren von der Straße in das Haus befördert werden konnten. Der Gewölbekeller stammt vermutlich noch von den Vorgängerbauten. Am Türsturz sind die Initialen B.C.M. und A.C.B. und die Jahreszahl 1755 angebracht.
Im Jahr 1976 erwarb die Stadt Lemgo das Haus und ließ es in seiner ursprünglichen Gestalt wiederherstellen.

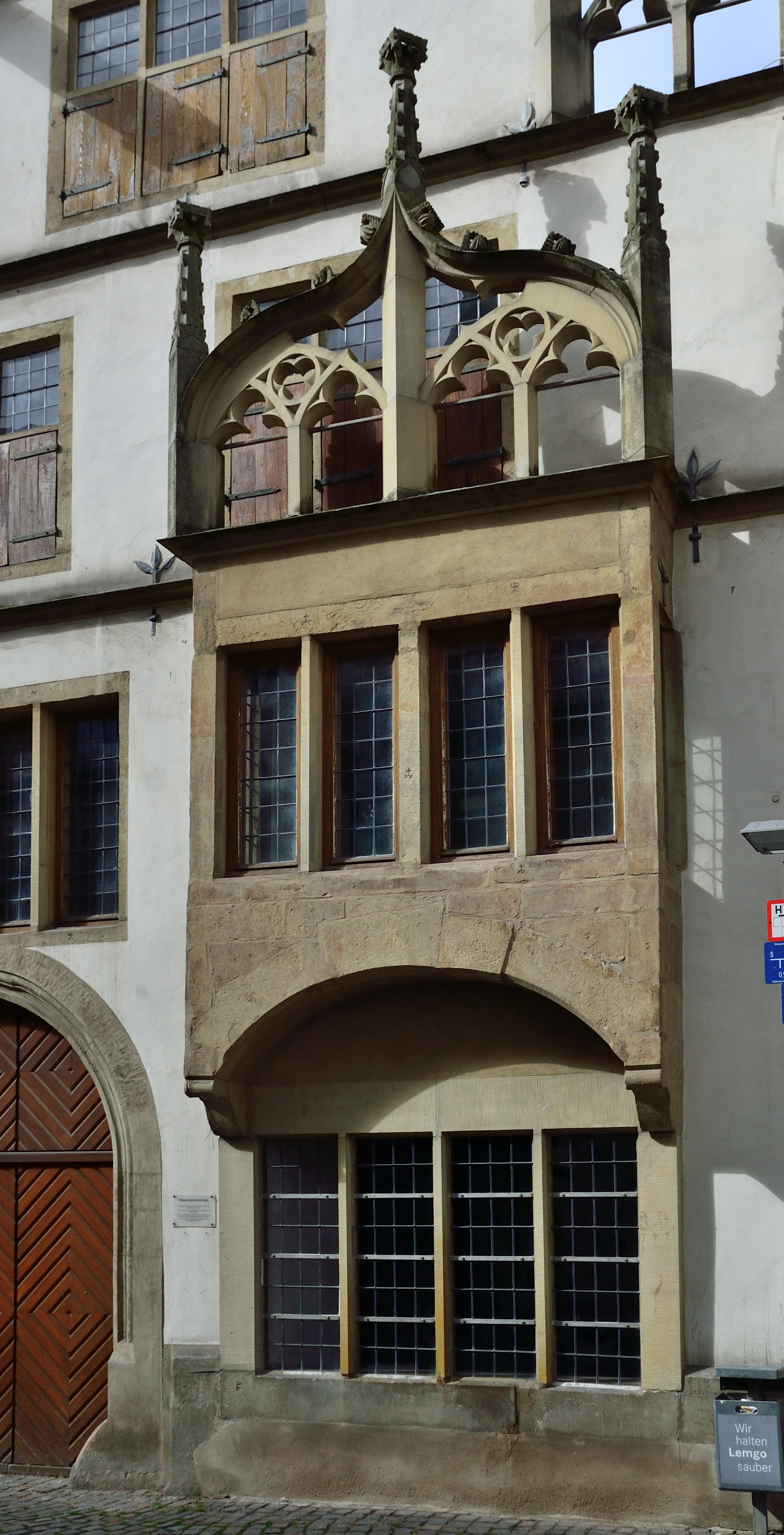
Erker
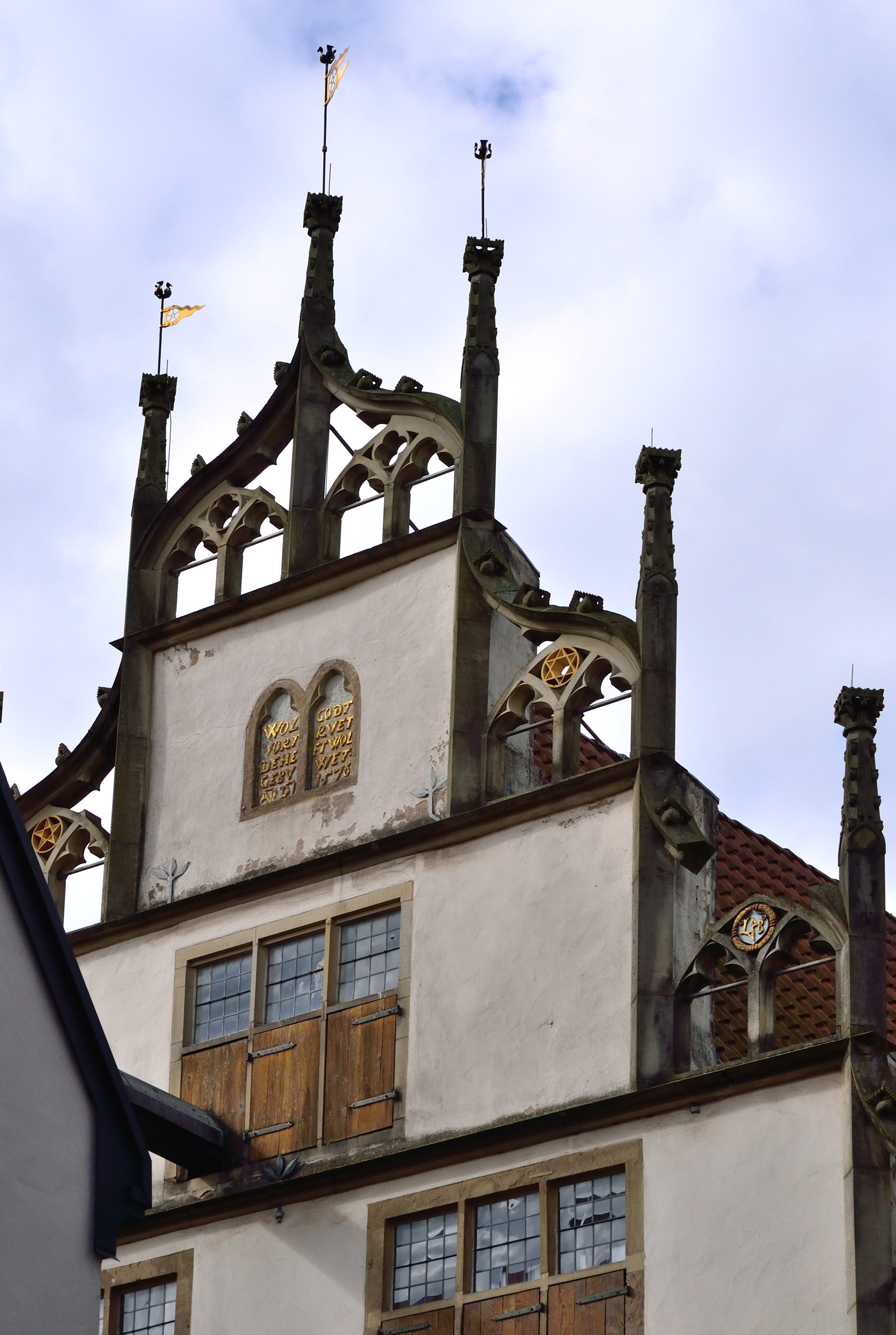
Fialengiebel
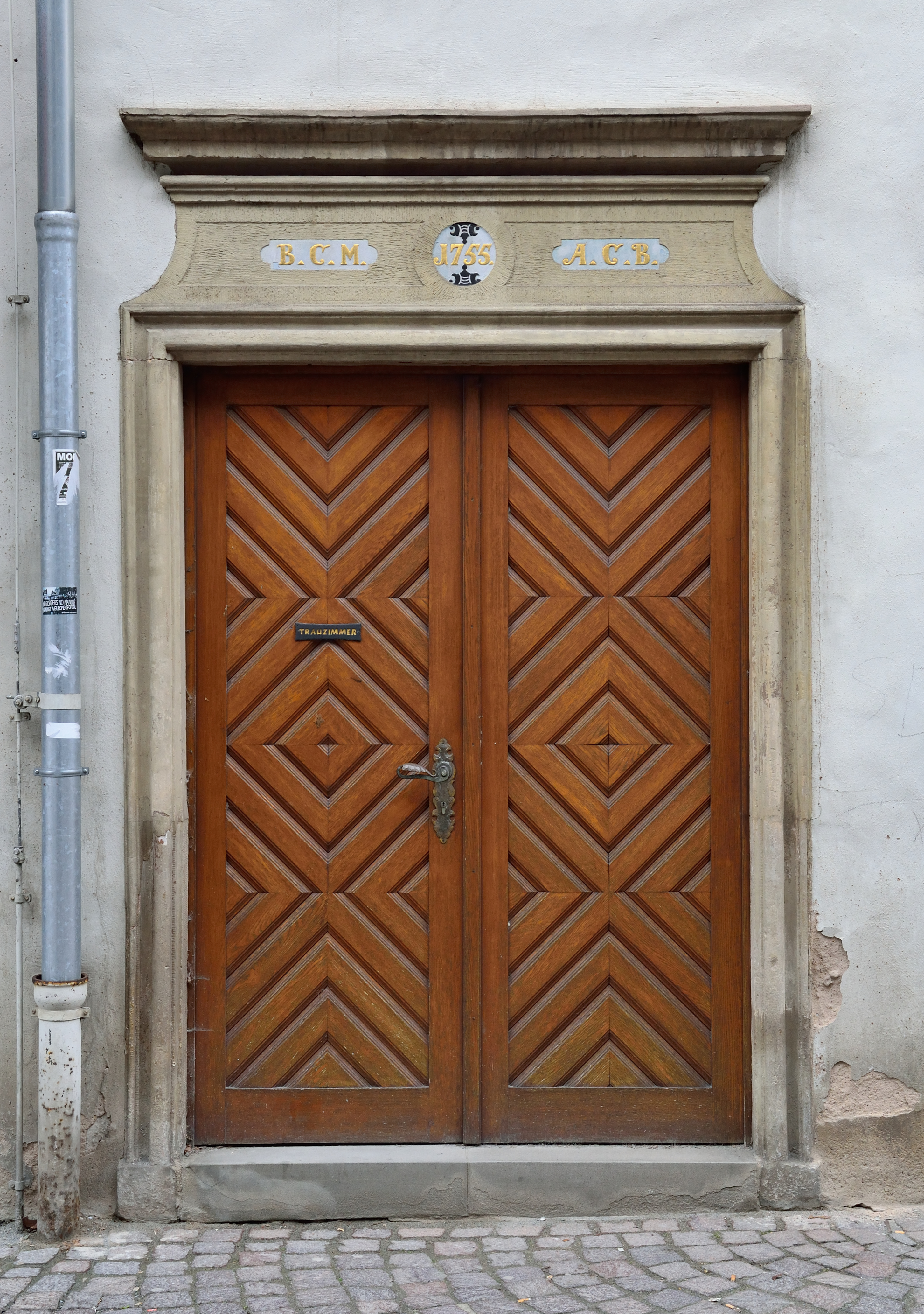
Haustür